# Cupido poseidon
Cupido poseidon är en fjärilsart som beskrevs av Lederer 1852. Cupido poseidon ingår i släktet Cupido och familjen juvelvingar. Inga underarter finns listade i Catalogue of Life.